# Orthocoronavirinae
Orthocoronavirinae, comúnmente conocido como coronavirus, es una subfamilia de virus ARN monocatenario positivos perteneciente a la familia Coronaviridae. Se subdivide en los géneros Alphacoronavirus, Betacoronavirus, Gammacoronavirus y Deltacoronavirus. Estos incluyen genogrupos filogenéticamente similares de virus con una nucleocápside de simetría helicoidal con envoltura cuyos viriones pueden medir entre aproximadamente 50 y 200 nm de diámetro. Su material genético es el de mayor tamaño dentro de los virus de ARN, con genomas que van desde los 26 a 32 kilonucleótidos. Se les llama coronavirus por la corona de puntas que se ve alrededor de la superficie del virus. Fue descrito por primera vez en 1965.
Los coronavirus pueden infectar aves y mamíferos produciendo una serie de enfermedades respiratorias y digestivas, muchas de ellas letales trayendo como consecuencia serios perjuicios en la avicultura y la ganadería; también pueden infectar al ser humano causando enfermedades que van desde el resfriado común hasta enfermedades más graves, como bronquitis, bronquiolitis, neumonía, el síndrome respiratorio de Oriente Medio (MERS), el síndrome respiratorio agudo grave (SARS) y el COVID-19, entre otras. La mayoría de las personas se infectan con estos virus en algún momento de su vida.
Hasta la fecha se han registrado cuarenta y cinco especies de coronavirus. Varias especies son de reciente investigación debido a que varias cepas particulares no habían sido identificadas previamente en humanos. Existe poca información sobre la transmisión, gravedad e impacto clínico y no existen tratamientos aprobados hasta la fecha, sin embargo se pueden tratar varios de los síntomas, las opciones terapéuticas dependen del estado clínico de cada paciente.
El género Alphacoronavirus —anteriormente conocido como Coronavirus grupo 1 (CoV-1)— incluye los subgrupos 1a y 1b, cuyos integrantes más representativos son el coronavirus humano 229E (HCoV-229E) y HCoV-NL63, así como la nueva especie alfacoronavirus 1 —incluyendo virus de la gastroenteritis transmisible porcina (TGEV)—, respectivamente. El género Betacoronavirus —anteriormente Betacoronavirus grupo 2 (Cov-2)— incluye varios subgrupos. Los más prominentes (subgrupos 2a y 2b) tienen como especies tipo las especies de coronavirus murino —incluido el virus de la hepatitis de ratón (MHV)– y el SARS-CoV, respectivamente. Los géneros Alphacoronavirus y Betacoronavirus provienen del pool genético que tiene a murciélagos como huésped. El género Gammacoronavirus incluye todos los coronavirus aviares identificados hasta 2009.

## Historia natural
El ancestro común más reciente del coronavirus se ha encontrado en el siglo IX a. C. Estudios realizados durante 1990 lograron datar los ancestros comunes más recientes de los géneros:[cita requerida]
- Betacoronavirus: 3300 a. C.
- Deltacoronavirus: 3000 a. C.
- Gammacoronavirus: 2800 a. C.
- Alphacoronavirus: 2400 a. C.

De acuerdo a estos estudios, en ese entonces el factor principal de la fuente del coronavirus era la sangre caliente, particularmente de los murciélagos y pájaros. El coronavirus bovino se separó de la especie equina coronavirus al final del siglo XVIII. El coronavirus bovino y el coronavirus humano OC43 se separaron en 1899. Otra estimación sugiere que el coronavirus humano OC43 divergió del coronavirus bovino en 1890. El coronavirus bovino y el canino respiratorio con el coronavirus divergieron de un ancestro común en 1951. El ancestro común más reciente del coronavirus humano OC43 ha sido fechado en la década de 1950. El síndrome respiratorio coronavirus de Oriente Medio, aunque relacionado con varias especies de murciélagos, parece haber divergido de estos hace varios siglos. El coronavirus de murciélago está más estrechamente relacionado con el coronavirus del SARS, del que se separó en 1986.

## Estructura

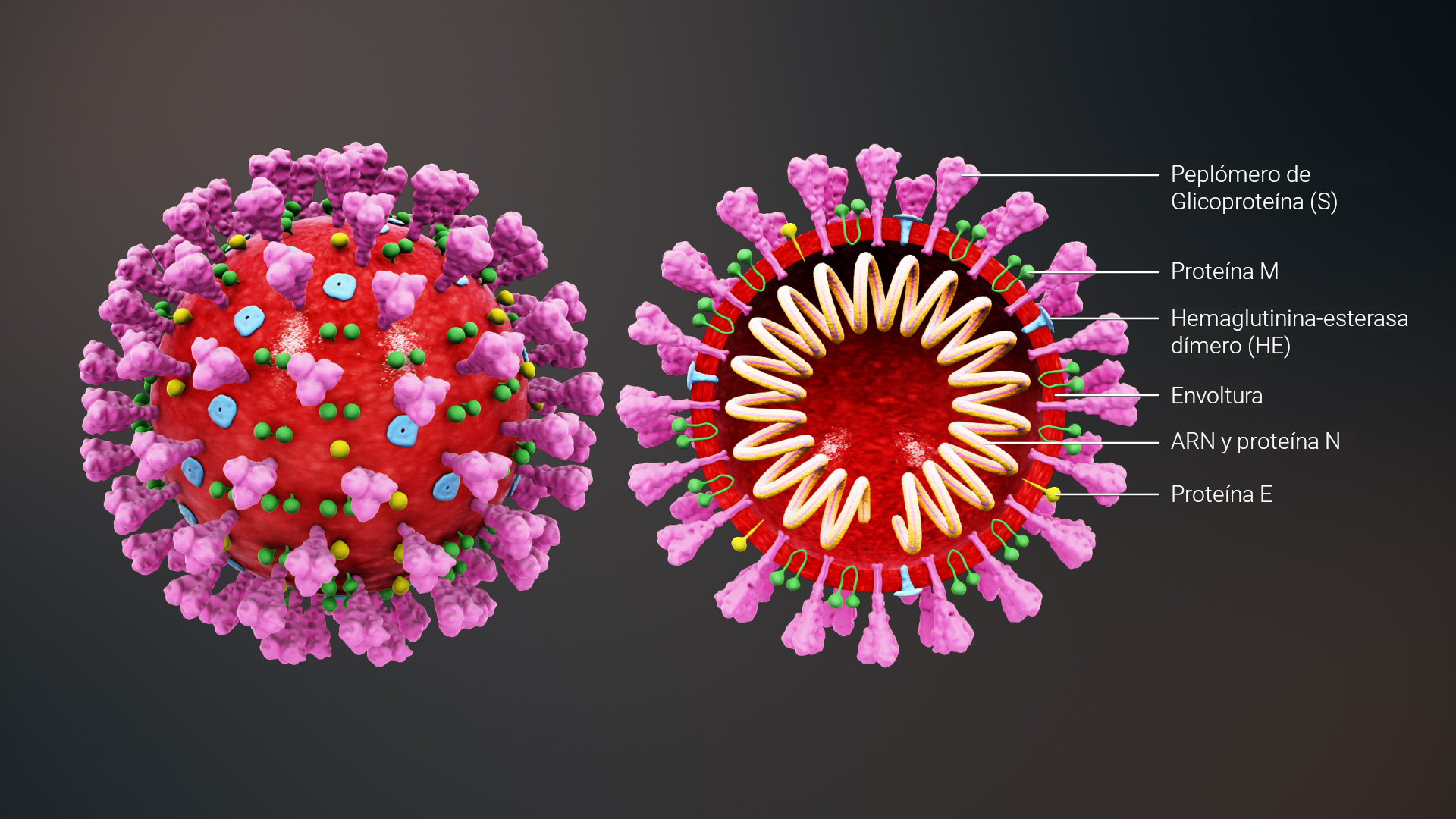
Animación de un virión representativo de Orthocoronavirinae, la sección transversal indica los componentes y proteínas que pueden ser parte de su estructura

Las partes que conforman la estructura general de los coronavirus son, como en todos los virus animales, la envoltura y la nucleocápside. En el caso de los coronavirus, en la envoltura se encuentra una glucoproteína de membrana (M) de 20 a 35 kDa, que forma una matriz en contacto con la nucleocápside. Además se encuentra en la envoltura la glucoproteína S, de 180 a 220 kDa, que forma las espículas, espigas o peplómeros responsables de la adhesión a la célula huésped. En el caso específico del coronavirus SARS, en sus espículas un dominio de unión para receptores definidos dirigen la adherencia del virus a su receptor celular, la enzima convertidora de angiotensina 2 (ACE-2). Algunos coronavirus (específicamente los miembros de Betacoronavirus subgrupo A, también llamado subgénero Embecovirus) tienen también en la superficie una proteína adicional más corta llamada esterasa-hemaglutinina.

## Replicación
La replicación de los coronavirus comienza con la entrada en la célula, momento en que pierde su envoltura, y el genoma de ARN se libera en el citoplasma. El genoma del coronavirus tiene un caperuza metilada en el extremo 5' (extremo cap'), y una cola poliadenilada (poly A) en el extremo 3', dándole un gran parecido al ARN mensajero eucariota. Esto permite que al ARN se le adhieran los ribosomas citoplasmáticos para su traducción. Los coronavirus tienen también una proteína replicasa codificada en su código genético, que le permite generar nuevas copias de su ARN sin necesidad de transcribirse a ADN, usando los recursos de la célula huésped. Esta replicasa es la primera proteína que se sintetiza ya que una vez que el gen que codifica la replicasa es traducido (síntesis proteica), el proceso se detiene por un codón de parada. Esto se conoce como una transcripción anidada. Cuando el transcrito de ARNm solo codifica un gen, se conoce como monocistrónico. El genoma de ARN se replica a cadena negativa y de esta se forman copias positivas de la que se traduce una larga poliproteína, que deberá ser escindida en las distintas proteínas funcionales del virus. Los coronavirus tienen para ello una proteasa denominada Mpro o 3CLpro que corta la poliproteína para dar lugar a las proteínas víricas (maduración de la poliproteína). Esta es una estrategia vírica para la economía genética, ya que le permite codificar un buen número de proteínas con un número pequeño de transcritos a la vez que mejora la tasa de fallos durante la ejecución de la ARN polimerasa. Dicha proteasa es un objetivo de fármacos para impedir la replicación del virus.

## Humanos
Los coronavirus humanos fueron descritos por primera vez en la década de 1960 en cavidades nasales de pacientes con un resfriado común. Estos virus fueron nombrados posteriormente coronavirus humano 229E y OC43. Otros dos miembros de esta familia han sido identificados, el HCoV-NL63 en 2004 y HKU1 en 2005. Los cuales circulan globalmente en la población humana y causan aproximadamente un tercio de los casos de resfriado común. Al igual que otros tipos de virus pueden causar enfermedades más graves del sistema respiratorio como bronquitis o neumonía especialmente en personas con factores de riesgo, ancianos, niños y pacientes inmunodeprimidos. Además de afecciones respiratorias también pueden causar enfermedades intestinales y neurológicas.
Existen registros de siete cepas de coronavirus relacionados con enfermedades respiratorias en humanos (HCoV):
1. Coronavirus humano 229E
2. Coronavirus humano OC43
3. SARS-CoV
4. Coronavirus humano NL63
5. Coronavirus humano HKU1
6. Coronavirus del síndrome respiratorio de Oriente Medio (MERS-CoV).
7. SARS-CoV-2 (COVID-19).[32][33]

Después de la publicación del perfil de los brotes de SARS en 2003, resucitó entre los virólogos un interés por los coronavirus. Durante muchos años, los científicos sabían de solo dos coronavirus humanos (HCoV-229E y OC43-HCoV). El descubrimiento de SARS-CoV añadió un tercer coronavirus humano. A finales de 2004, tres laboratorios de investigación independientes informaron del descubrimiento de un cuarto coronavirus humano, nombrado NL63, NL, y coronavirus de New Haven simultáneamente por varios grupos de investigación. Los tres laboratorios siguen discutiendo sobre cuál de ellos descubrió el virus en primer lugar y por tanto tiene derecho a nombrarlo. A principios de 2005, un equipo de investigación de la Universidad de Hong Kong informó del hallazgo de un quinto coronavirus humano en dos pacientes con neumonía. Lo llamaron coronavirus humano HKU1. El brote de neumonía 2019-20 en Wuhan, China, llevó al hallazgo de un coronavirus nuevo, catalogado como 2019-nCoV por la OMS.

### Síndrome respiratorio agudo grave
En 2003, tras el brote del SARS (síndrome respiratorio agudo grave), que había comenzado en el año 2002 en Asia, y luego en otras partes del mundo, la Organización Mundial de la Salud (OMS) emitió un comunicado de prensa indicando que un coronavirus de nueva identificación por parte una serie de laboratorios era el agente causante del SARS. El virus fue nombrado oficialmente como coronavirus del SARS (SARS-CoV). Más de 8000 personas resultaron infectadas, alrededor del 10% de los cuales murieron.

### Síndrome respiratorio de Medio Oriente
En septiembre de 2012, se identificó un nuevo tipo de coronavirus, llamado inicialmente coronavirus nuevo 2012, y ahora con el nombre oficial coronavirus del síndrome respiratorio de Oriente Medio (MERS-CoV). La Organización Mundial de la Salud emitió una alerta mundial poco después. La actualización de la OMS el 28 de septiembre de 2012 declaró que no parecía que el virus se transmitiese fácilmente de persona a persona. Sin embargo, el 12 de mayo de 2013, un caso de transmisión de humano a humano en Francia fue confirmado por el Ministerio de Asuntos Sociales y de Salud de Francia. Además, los casos de transmisión de humano a humano han sido reportados por el Ministerio de Salud de Túnez. Dos casos confirmados parecen haber contraído la enfermedad de su difunto padre, quienes se enfermaron después de una visita a Catar y Arabia Saudita. A pesar de esto, parece que el virus tiene problemas para la difusión de humano a humano, ya que la mayoría de las personas que están infectadas no transmiten el virus.
Para el 30 de octubre de 2013, había en Arabia Saudita 124 casos y 52 muertes. Después de que el Centro Médico Erasmus neerlandés secuenció el virus, le dio un nombre nuevo, coronavirus humano-Centro Médico Erasmus (HCoV-CEM). El nombre final para el virus es coronavirus del síndrome respiratorio de Oriente Medio (MERS-CoV). En mayo de 2014 se registraron los dos únicos casos de infección con MERS-CoV en los Estados Unidos, ocurrieron en trabajadores de la salud que trabajaron en Arabia Saudita y luego se desplazaron a Estados Unidos. Ambos individuos fueron hospitalizados temporalmente y luego dados de alta. En mayo de 2015, un brote de MERS-CoV se produjo en Corea del Sur, cuando un hombre que había viajado a Oriente Medio, visitó 4 hospitales diferentes en el área de Seúl para tratar su enfermedad. Esto provocó uno de los mayores brotes de MERS-CoV fuera del Medio Oriente. En diciembre de 2019, 2.468 casos de infección MERS-CoV habían sido confirmados por medio de pruebas de laboratorio, casos de los cuales 851 fueron mortales, una tasa de mortalidad de aproximadamente el 34,5%.

### SARS-CoV-2
El coronavirus de tipo 2 causante del síndrome respiratorio agudo severo, abreviado SARS-CoV-2 (del inglés severe acute respiratory syndrome coronavirus 2) o SRAS-CoV-2, es un tipo de coronavirus causante de la enfermedad por coronavirus de 2019, cuya expansión mundial provocó la pandemia de COVID-19. Inicialmente fue llamado 2019-nCoV (en inglés: 2019-novel coronavirus, ‘nuevo coronavirus de 2019’) y también, ocasionalmente, HCoV-19 (en inglés: human coronavirus 2019). Se descubrió y se aisló por primera vez en Wuhan, China. Tiene un origen zoonótico, es decir, que se transmitió de un huésped animal a uno humano.
Es un clado dentro de la familia de los Coronaviridae, género Betacoronavirus, subgénero Sarbecovirus, especie virus SARS (virus relacionado con el síndrome respiratorio agudo severo o grave).
El genoma del virus está formado por una sola cadena de ARN, y se clasifica como un virus ARN monocatenario positivo. Su secuencia genética se ha aislado a partir de una muestra obtenida de un paciente afectado por neumonía en la ciudad china de Wuhan, aunque la falta de experimento de control doble ciego en la técnica de secuenciación publicada puede poner en cuestionamiento la validez científica de la técnica. Se detectó por primera vez el 12 de noviembre de 2019. Puede producir el contagio de una persona a otra mediante las gotas de saliva expulsadas a través de la tos y el estornudo o al espirar (véase gotitas de Flügge). Puede provocar enfermedad respiratoria aguda y neumonía grave en los seres humanos.

## Veterinaria
Los coronavirus han sido reconocidos como causantes de condiciones patológicas en veterinaria desde principios de 1970. A excepción de la bronquitis infecciosa aviar, las principales enfermedades relacionadas tienen principalmente una ubicación intestinal.
Los coronavirus infectan principalmente el tracto respiratorio y gastrointestinal superior de mamíferos y aves. Actualmente se conocen siete cepas del coronavirus que infectan a los humanos. Se cree que los coronavirus causan un porcentaje significativo de todos los resfriados comunes en personas adultas y niños. Los coronavirus causan resfriados con síntomas importantes; por ejemplo, fiebre, inflamación de las adenoides de la garganta, en los seres humanos principalmente en las temporadas de invierno y primavera temprana. Los coronavirus puede causar neumonía, ya sea neumonía viral directa o una neumonía bacteriana secundaria, y la bronquitis, ya sea bronquitis viral directa o una bronquitis bacteriana secundaria. El coronavirus humano más conocido fue descubierto en 2003, SARS-CoV que causa el síndrome respiratorio agudo grave (SARS), tiene una patogénesis única porque causa que infecciones de las vías respiratorias tanto superior como inferior. La importancia económica y el impacto de los coronavirus como agentes causantes del resfriado común son difíciles de evaluar debido a que, a diferencia de los rinovirus (otro virus del resfriado común), los coronavirus humanos son difíciles de cultivar en el laboratorio.
Los coronavirus también causan una serie de enfermedades en los animales de granja y mascotas domesticadas, algunos de los cuales pueden ser graves y son una amenaza para la industria agrícola. En los pollos, el virus de la bronquitis infecciosa (IBV), es un coronavirus que afecta no solo las vías respiratorias, sino también el tracto urogenital. El virus puede propagarse a los diferentes órganos del cuerpo de la gallina. Los que tienen consecuencias económicamente significativas en los animales de granja incluyen el coronavirus porcino (coronavirus de la gastroenteritis transmisible, TGE) y el coronavirus bovino, el cual causa diarrea en los animales jóvenes. Coronavirus felino: existen dos formas, el coronavirus entérico felino es un patógeno de importancia clínica menor, pero la mutación espontánea de este virus puede provocar una peritonitis infecciosa felina (FIP), una enfermedad asociada con una alta mortalidad. Del mismo modo, hay dos tipos de coronavirus que infectan a los hurones: el coronavirus entérico de hurón causa un síndrome gastrointestinal conocido como epizoótica catarral enteritis (ECE), y una versión sistémica más letal del virus (como FIP en los gatos), conocido en hurones como coronavirus sistémico de hurón (FSC). Hay dos tipos de coronavirus canino (CoVC), uno que causa la enfermedad gastrointestinal leve y uno que causa enfermedad respiratoria. El virus de la hepatitis del ratón (MHV) es un coronavirus que causa una enfermedad epidémica murina con una mortalidad alta, especialmente entre las colonias de ratones de laboratorio.
El virus de la sialodacrioadenitis (sialo saliva, dacrio lágrima) es un coronavirus altamente infeccioso de ratas de laboratorio, que puede transmitirse entre individuos por contacto directo o indirectamente por las secreciones en aerosol. Las infecciones agudas tienen una alta morbilidad y tropismo para las glándulas salivales, lacrimales y harderiana.
Uno relacionado con el coronavirus murciélago Rinolophus HKU2 llamado coronavirus del síndrome de diarrea aguda porcina (SADS-CoV) (del inglés swine acute diarrhea syndrome) causa diarrea en cerdos.
Antes del descubrimiento de SARS-CoV, MHV había sido estudiado tanto in vivo como in vitro, así como a nivel molecular. Algunas cepas de MHV causaron una encefalitis desmielinizante progresiva en ratones a los que se ha utilizado como modelo murino para la esclerosis múltiple. Importantes esfuerzos de investigación se han centrado en dilucidar la patogénesis viral de estos coronavirus de animales, especialmente por los virólogos interesados en las enfermedades zoonóticas y veterinarios.

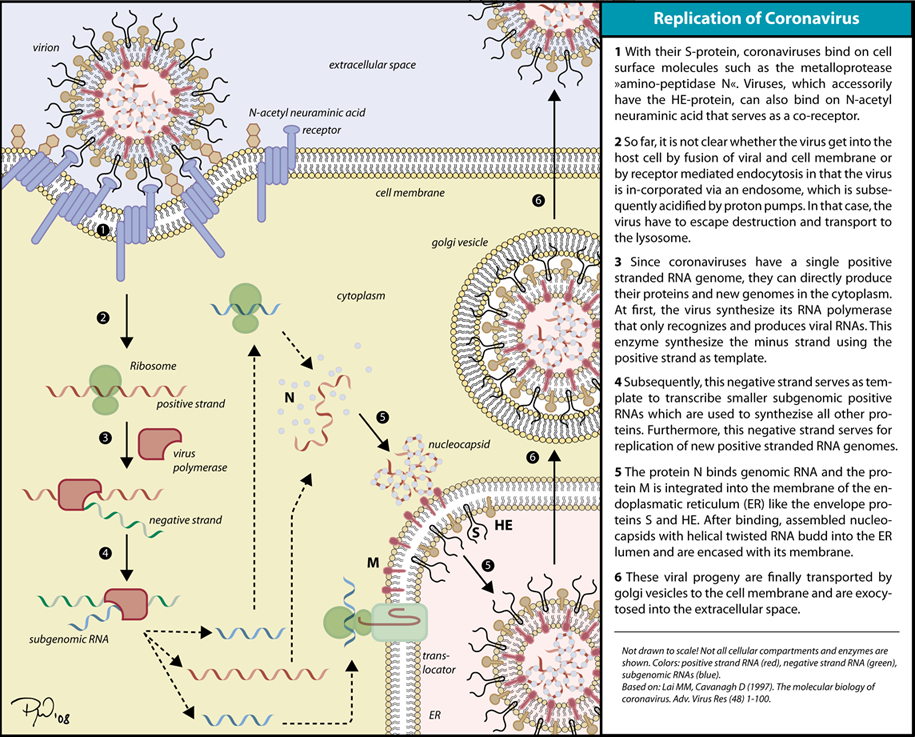
Ciclo de infección de los coronavirus

### Listado de los coronavirus de animales domésticos
- Virus de la bronquitis infecciosa (IBV) causas infecciosa aviar bronquitis.
- Porcino coronavirus (transmisible gastroenteritis coronavirus de cerdos, TGEV).
- Coronavirus bovino (BCV), responsable de la profusa enteritis grave en los terneros jóvenes.
- Coronavirus felino (FCoV) provoca enteritis leve en los gatos, así como graves peritonitis infecciosa felina (otras variantes del mismo virus).
- Los dos tipos de canino coronavirus (CoVC) (una enteritis causando, la otra que se encuentra en las enfermedades respiratorias).
- Coronavirus aviar provoca enteritis en aves.
- Ferret entérica coronavirus provoca enteritis catarral epizoótica en hurones.
- Ferret sistémica coronavirus causa FIP-como el síndrome sistémico en hurones.
- Pantrópicas coronavirus canino.
- Coronavirus canino

Otra enfermedad veterinaria nueva, virus de la diarrea epidémica porcina (PED o PEDV), ha surgido en todo el mundo. Su importancia económica es aún poco clara, pero muestra una alta mortalidad en los lechones.

## Taxonomía

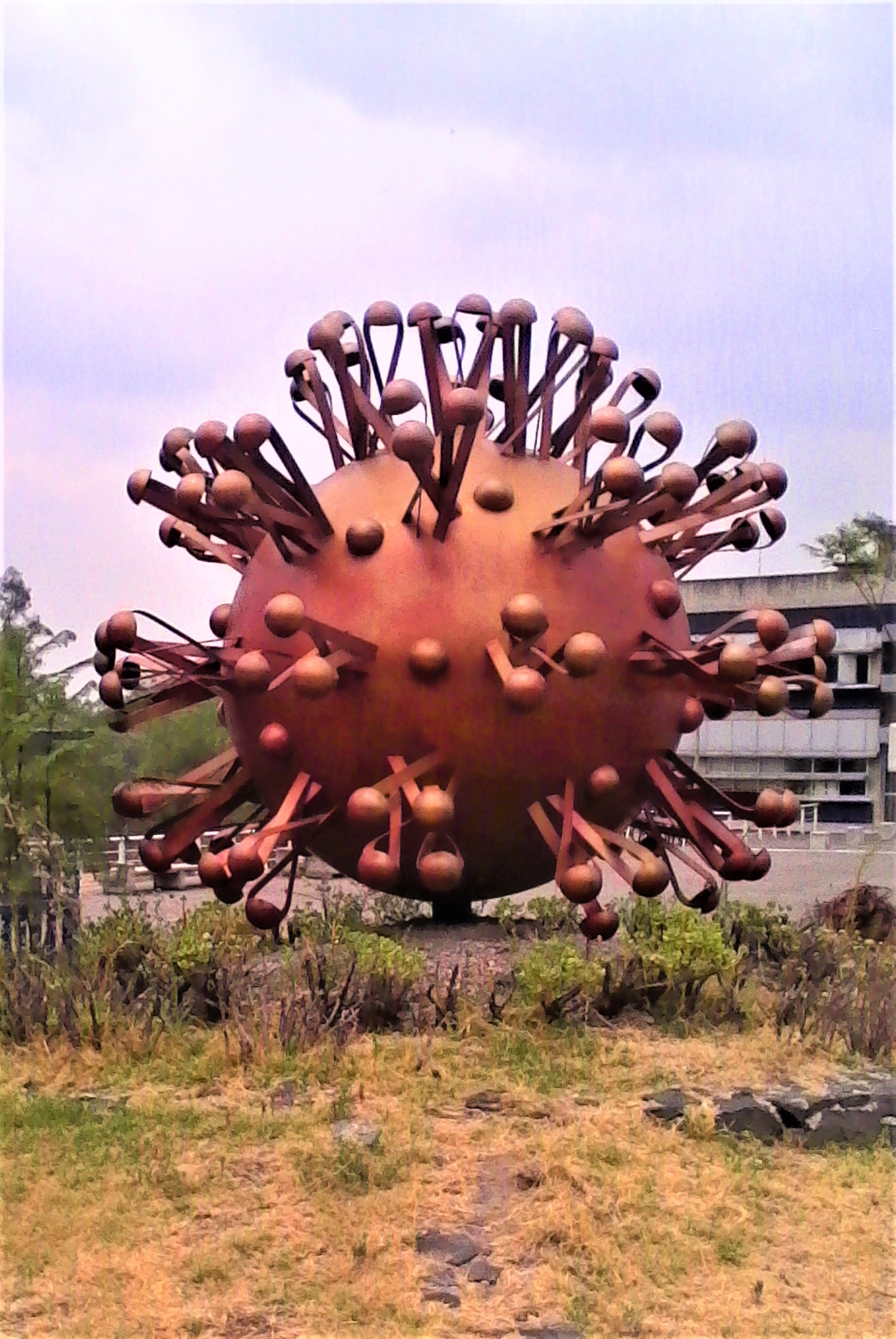
Escultura coronavirus ubicada en el Instituto de Investigaciones Biomédicas de la UNAM, México

Los géneros, subgéneros y especies incluidas en Orthocoronavirinae son:
- Alphacoronavirus
  - Colacovirus
    - Coronavirus de murciélago CDPHE15

  - Decacovirus
    - Coronavirus de murciélago HKU10
    - Rhinolophus ferrumequinum alphacoronavirus HuB-2013

  - Duvinacovirus
    - Coronavirus humano 229E

  - Luchacovirus
    - Coronavirus de rata Lucheng Rn

  - Minacovirus
    - Hurón coronavirus
    - Mink coronavirus 1

  - Minunacovirus
    - Miniopterus murciélago coronavirus 1
    - Miniopterus murciélago coronavirus HKU8

  - Myotacovirus
    - Myotis ricketti alphacoronavirus Sax-2011

  - Nyctacovirus
    - Nyctalus velutinus alphacoronavirus SC-2013

  - Pedacovirus
    - Virus de la diarrea epidémica porcina
    - Scotvilus murciélago coronavirus 512

  - Rinacovirus
    - Coronavirus murciélago Rhinolophus HKU2

  - Setracovirus
    - Coronavirus humano NL63
    - Cepa de coronavirus de murciélago relacionada con NL63 BtKYNL63-9b

  - Tegacovirus
    - Alphacoronavirus 1 - especie tipo
- Betacoronavirus
  - Embevirus
    - Betacoronavirus 1
      - Coronavirus humano OC43 (miembro sin rango o subespecie)[82][31]

    - Coronavirus Rattus de China HKU24
    - Coronavirus humano HKU1
    - Coronavirus murino - especie tipo

  - Hibecovirus
    - Bat Hp-betacoronavirus Zhejiang2013

  - Merbecovirus
    - Erizo coronavirus 1
    - Coronavirus relacionado con el síndrome respiratorio de Oriente Medio
    - Coronavirus murciélago Pipistrellus HKU5
    - Coronavirus murciélago Tyronycteris HKU4

  - Nobecovirus
    - Rousettus murciélago coronavirus GCCDC1
    - Coronavirus murciélago Rousettus HKU9

  - Sarbecovirus
    - Coronavirus relacionado con el síndrome respiratorio agudo grave
      - Coronavirus 2 del síndrome respiratorio agudo grave (variedad o subespecie)[83]
- Deltacoronavirus
  - Andecovirus
    - Coronavirus Wigeon HKU20

  - Buldecovirus
    - Bulbul coronavirus HKU11 - especie tipo
    - Coronavirus HKU15
    - Coronavirus Munia HKU13
    - Coronavirus de ojo blanco HKU16

  - Herdecovirus
    - Coronavirus de garza nocturna HKU19

  - Moordecovirus
    - Coronavirus de la polla de agua común HKU21
- Gammacoronavirus
  - Cegacovirus
    - Coronavirus de ballena Beluga SW1

  - Igacovirus
    - Coronavirus aviar - especie tipo